# Deuel megye (Nebraska)
Deuel megye az Amerikai Egyesült Államokban, azon belül Nebraska államban található. Megyeszékhelye és legnagyobb városa Chappell. Lakosainak száma 1838 fő (2020. április 1.). Deuel megye Garden, Sedgwick, Keith, Cheyenne és Perkins megyékkel határos.

## Népesség
A megye népességének változása:
| Lakosok száma | 1937 | 1968 | 1978 | 1937 | 1921 | 1838 |
|               | 2010 | 2011 | 2012 | 2013 | 2015 | 2020 |